# Dadasaheb Torne
Ramchandra Gopal também conhecido como Dadasaheb Torne (13 de Abril de 1890 - 19 de Janeiro de 1960) foi o primeiro indiano a fazer uma longa metragem. Ele fez o seu primeiro filme um ano antes de Dadasaheb Phalke. Dadasaheb Torne fez o seu primeiro filme, Pundalik em 1912 enquanto que Raja Harishchandra, foi feito por Phalke em 1913, quase um ano depois. Apesar disso Dadasaheb Phalke é considerado oficialmente como o pai da indústria de cinema indiana, isso provavelmente por Phalke ter processado todo o seu filme na Índia enquanto que Pundalik foi feito no exterior.

## Primeiros anos
Dadasaheb Torne nasceu a 13 de Abril de 1890 na aldeia de Sukulwad. Ele cresceu na pobreza. Depois da morte do seu pai, ele e a sua mãe foram expulsos da sua casa pelo tio e assim começava a peregrinação de Torne. Quando a sua mãe lhe disse que não podia mais sustentar a sua educação e que ele tinha que ser o provedor da família, ele deixou a sua aldeia e foi para Mumbai. Mumbai deu-lhe a estabilidade financeira que ele necessitava. Ele conseguiu emprego na Cotton Green Electrical Company. Aí ele aprendeu a fazer a cablagem eléctrica das casas e a reparar equipamento.

## O primeiro filme
Nesta época ele entrou em contato com a companhia de teatro Shripad. Ele ficou muito impressionado com as peças executadas por esta companhia assim como pelos filmes estrageiros que estavam sendo lançados na época em Mumbai. Quando tinha entre 21 a 22 anos, ele se interessou em fazer o seu próprio filme. Com um amigo e mecenas, o Sr. Chitre, ele conseguiu importar película e uma camera e gravou uma peça de nome Shri Pundalik, embora tenha dado ao filme o nome de Pundalik. O filme Pundalik foi exibido em Mumbai durante duas semanas. Durante a segunda semana o filme foi publicitado da seguinte forma "Metade da população de Mumbai já o viu, a metade que falta também o deve ver."
Na época a camera costumava ficar fixa numa plataforma e era um instrumento muito pesado. Por isso só era possível filmar a partir de um único ângulo. Além disso não existia ainda conceito de edição, assim como de outros conceitos comuns no cinema moderno. No entanto Dadasaheb depois de ter visto a gravação do filme não ficou satisfeito com o resultado final. Então ele decidiu gravar o filme por partes e depois juntar todo o filme, tornando-se assim um precursor da profissão que atualmente se designa por editor.

## Empresa de distribuição de filmes
Dadasaheb Torne estava trabalhando na empresa Greaves Cotton na época em que o filme Pundalik foi lançado. Esta empresa mais tarde o transferiu para Karachi. Aí ele conheceu Baburao Pai e com ele começou a distribuir vários filmes de Hollywood em Karachi. Para isso ele abriu escritórios em Karachi e outros lugares. Os 4 anos seguintes foram passados em Kolhapur e depois voltou a Mumbai. Depois do seu regresso ele fundou a Movie Camera Company. Devido à guerra na Europa, ele estabeleceu contatos nos Estados Unidos. Assim Torne passou a importar todos os instrumentos relevantes para a indústria de cinema, tal como cameras, película, etc. Em 1929, Torne junto com o seu colega Baburao Pai iniciaram uma empresa em conjunto com o nome Famous Pictures. Esta nova empresa de distribuição de filmes faturou milhões de rupias naquela época

## Início da era dos filmes sonoros
A Famous Pictures já estava importando alguns filmes sonoros entre os vários que adquiria a Hollywood. Esta foi uma grande revolução para a indústria cinematográfica. Além disso existia uma nova tecnologia envolvida na produção desses filmes. Torne também foi se apercebendo da popularidade que este tipo de filmes ganhavam de dia para dia. Assim ele passou a adquirir o equipamento necessário para a produção de filmes e aprendeu a usa-lo com a ajuda de técnicos americanos.
Poucos anos antes enquanto Torne trabalhava no Royal Art Studio de Mumbai, ele conheceu Ardeshir Irani. Ele aconselhou Irani a fundar o seu próprio estúdio (o estúdio Jyoti) e uma empresa de produção (a Imperial Film Company). Irani nomeou Torne como o seu gerente nas duas novas empresas. Mais tarde também sob o conselho de Torne, Irani fundou uma nova empresa a partir da Imperial Film, a Sagar Film Company. Por volta desta época, Dadasaheb Torne dirigiu dois filmes Sindabad Khalasi (1930) e Dilbar (1931). Ambos eram dilmes mudos no entanto como eles já possuíam o equipamento necessário para a produção de filmes sonoros e ensinaram os técnicos da Imperial Company a usa-los, então começaram a trabalhar na produção do primeiro filme sonoro indiano, Alam Ara. Este filme foi lançado a 14 de Março de 1931 no Majestic Cinema Theater. A resposta do público a este filme foi muito boa. Depois do sucesso deste filme, ele passou imediatamente a fornecer a maquinaria para os filmes sonoros a outros estúdios tais como o Prabhat, o Ranajit e o Wadia. Estes estúdios começaram a trabalhar na produção de outros filmes sonoros. A era dos filmes mudos havia terminado em definitivo.

## Trabalhos posteriores
Depois de todo o sucesso com Alam Ara, Torne resolveu fundar a sua própria empresa. Em Pune perto da estrada Shankarshet, ele montou a sua própria empresa com o nome Saraswati Cinetone (em hindi: सरस्वती सिनेटोन). O primeiro filme produzido por esta empresa foi Sham Sundar. Este filme teve um enorme sucesso. Neste estrearam dois novos artistas Shahu Modak e Shanta Apte. Também começaram a sua carreira neste filme o sonoplasta Chintamanrao Modak e o famoso diretor musical Baapurao Ketkar. Seguiram-se a este filme Aout Ghatakecha Raja e Bhakta Pralhaad. O efeitos especiais usados neste último filme foram muito apreciados tanto por técnicos indianos como por estrangeiros. Outros filmes foram feitos depois disso tais como Thaksen Rajputra, Chatrapati Sambhaji, Krishnahistai, Savitri, Raja Gopichand, Narad Naradi, Bhagva Zenda, Mazi Ladki, Naverdev e outros. O último filme produzido pela Saraswati Cinetone foi Aawaj, lançado no dia 22 de Maio de 1942 estrelando Maya Banerji, Swarnalata e Waasti.

## Últimos anos
Em 1947 quando Torne havia saído, um seu colega e amigo roubou todas as suas cameras e outros equipamentos caros e levou tudo para o Paquistão. Este acontecimento deixou-o muito abatido por ter vindo de alguém que ele conhecia e com quem trabalhou durante várias décadas. Isto até o levou a ter o seu primeiro ataque cardíaco. Nos seus últimos anos ele abandonou de vez a indústria cinematográfica que passava por grandes mudanças. No entanto todo o seu trabalho já lhe havia garantido suficiente estabilidade financeira e assim ele passou a viver na sua casa em Shivajinagar. Dadasaheb Torne morreu ali na manhã do dia 19 de Janeiro de 1960.

## Filmografia
| Nome do filme        | Ano  | Língua       | Tipo de participação  |
| -------------------- | ---- | ------------ | --------------------- |
| Pundalik             | 1912 | Mudo         | Produtor e Diretor    |
| Sati ka Shaap        | 1923 | Mudo         | Produtor assistente   |
| Prithvivallabh       | 1924 | Mudo         | Produtor Assistente   |
| Neera                | 1926 | Mudo         | Assistant Director    |
| Sindabad Khalasi     | 1930 | Mudo         | Diretor               |
| Shamsundar           | 1932 | Hindi/Marata | Produtor e Sonoplasta |
| Aout Ghatakecha Raja | 1933 | Marata       | Produtor e Sonoplasta |
| Aawara Shahjada      | 1933 | Hindi        | Produtor e Sonoplasta |
| Bhakta Pralhad       | 1933 | Hindi/Marata | Produtor e Sonoplasta |
| Chhatrapati Sambhaji | 1934 | Marata       | Produtor              |
| Thakasen Rajputra    | 1934 | Marata       | Produtor e Diretor    |
| Bhedi Rajkumar       | 1934 | Hindi        | Produtor e Diretor    |
| Krishna-Shishtai     | 1935 | Hindi        | Produtor              |
| Savitri              | 1936 | Marata       | Produtor e Sonoplasta |
| Raja Gopichand       | 1938 | Hindi/Marata | Produtor e Editor     |
| Sach Hai             | 1939 | Hindi        | Produtor              |
| Bhagwa Zenda         | 1939 | Marata       | Produtor              |
| Mazi Ladaki          | 1939 | Marata       | Produtor e Diretor    |
| Devayani             | 1940 | Marata       | Produtor              |
| Narad-Naradi         | 1941 | Marata       | Produtor e Diretor    |
| Navardev             | 1941 | Marata       | Produtor e Diretor    |
| Aawaj                | 1942 | Hindi        | Produtor              |